# Kartoffelstein
Der Kartoffelstein ist ein Gedenkstein auf der Kuppe des Hasenknülls, eines kleinen Hügels bei Herberhausen östlich von Göttingen in Niedersachsen.

## Geschichte

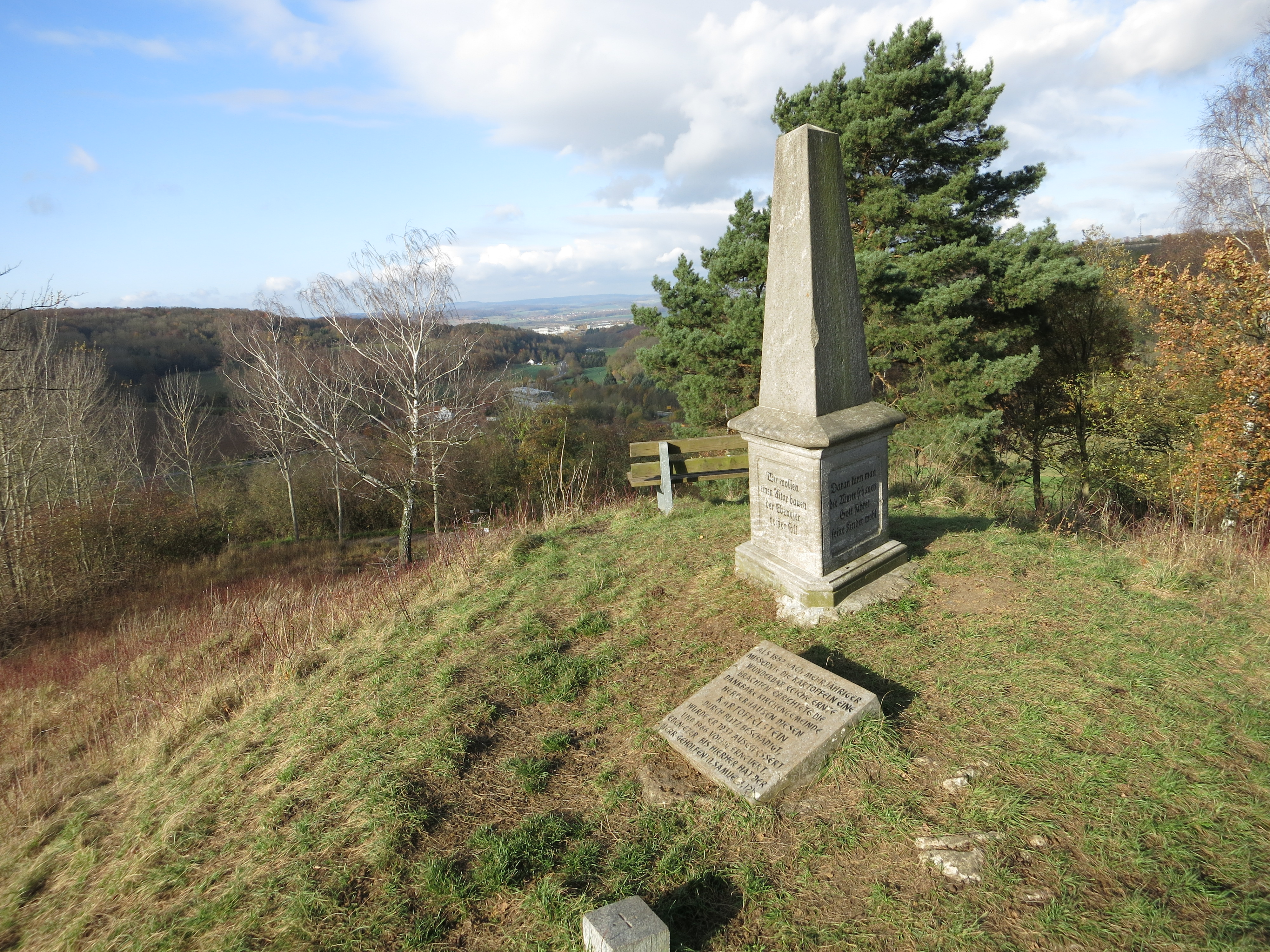
Der Kartoffelstein

Der auf einem Sockel stehende Obelisk aus Muschelkalk auf dreieckigem Grundriss wurde 1852 durch die Kirchengemeinde Herberhausen als Dank für eine überwundene Hungersnot nach sieben Kartoffel-Missernten aufgerichtet. Der ursprüngliche Stein war ein alter Grabstein des Roringer Friedhofs, trug um 1900 auf seiner Spitze noch eine Kugel, wurde durch einen Blitzschlag vom 7. Juli 1927 beschädigt und im selben Jahr ausgebessert, aber 1964 durch die Gemeinde vollständig erneuert.
Am Sockel des Kartoffelsteins ist auf drei Seiten eine (bei der Erneuerung von 1964 leicht veränderte) Inschrift eingemeißelt, in Anlehnung an 5. Mose 8, 7–18: „Wir wollen einen Altar bauen / der Ebenezer heißen soll / Daran kann man die Worte schauen / Gott führet seine Kinder wohl / So findet hier die Losung statt: / Wohl dem der Gott zum Führer hat.“

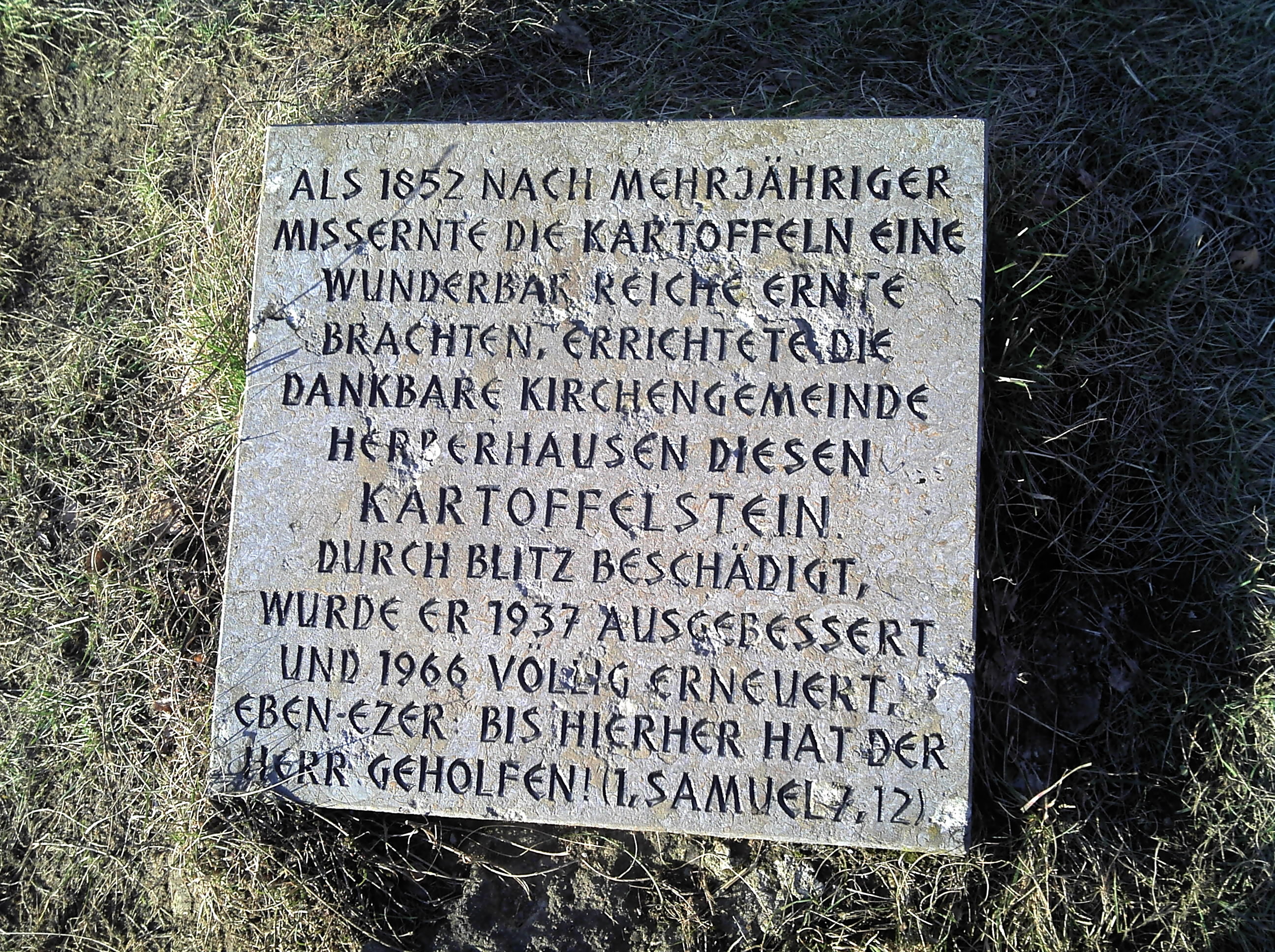
Steinplatte mit der Geschichte des Kartoffelsteins

Der Kartoffelstein ist im Besitz der evangelisch-lutherischen Kirchengemeinde Herberhausen. Ursprung und Geschichte des Kartoffelsteins sind auf einer neben ihm liegend angebrachten Steinplatte dargestellt.

## Sonstiges
„Kartoffelstein“ heißt auch der regelmäßig erscheinende Gemeindebrief der ev.-luth. Kirchengemeinde St. Martin Roringen und St. Cosmas und Damian Herberhausen.
Wegen seiner mitteleuropäischen Trockenrasen- und Steppenflora ist der Hasenknüll als flächenhaftes Naturdenkmal ausgewiesen. In Richtung Westnordwesten eröffnet sich vom Kartoffelstein aus der Blick über das Tal der Lutter in den nördlich von Göttingen gelegenen Bereich des Leinetals.